# L'esorcista - La genesi
L'esorcista - La genesi (Exorcist: The Beginning) è un film del 2004 diretto da Renny Harlin.
Il lungometraggio narra le vicende di padre Lankester Merrin, interpretato da Stellan Skarsgård molti anni prima dei fatti raccontati nel primo film della saga, L'esorcista.

## Trama
Al Cairo, in Egitto, nel 1949, un giovane padre Lankester Merrin lotta con la sua fede infranta. È ossessionato da un incidente in un piccolo villaggio nei Paesi Bassi occupati durante la seconda guerra mondiale , dove ha servito come parroco: verso la fine della guerra, un sadico comandante delle SS naziste, in rappresaglia per l'omicidio di un soldato tedesco, costrinse Merrin a partecipare a esecuzioni arbitrarie per salvare un intero villaggio dal massacro.
Merrin viene avvicinato da un collezionista di antichità di nome Semelier che lo invita a recarsi in uno scavo britannico in una valle chiamata Derati nella regione del Turkana nel Kenya britannico . Lo scavo porta alla luce una chiesa cristiana di epoca bizantina costruita intorno al 500 d.C., molto prima che il cristianesimo raggiungesse quella regione dell'Africa. Semelier chiede a Merrin di recuperare un'antica reliquia di un demone, che si pensa sia nella chiesa, prima che gli inglesi possano trovarla. Merrin accetta e si reca al sito di scavo. È affiancato da padre Francis.
All'arrivo sul sito con il loro traduttore e guida Chuma, Merrin incontra il capo scavatore, un uomo brutale di nome Jefferies con bolle visibili sul viso e Sarah Novak, una dottoressa. Inoltre, Merrin viene a sapere che gli scavatori stanno scomparendo o se ne stanno andando in massa perché le tribù locali temono che la chiesa sia maledetta. Merrin è testimone di uno scavatore che subisce inspiegabilmente un attacco.
Merrin, Chuma e Francis visitano il sito degli scavi e trovano scoperta solo la cupola ; il resto della chiesa è sepolto sotto terra. Merrin scopre che la chiesa è in perfette condizioni, come se fosse stata sepolta subito dopo il completamento della sua costruzione. I tre entrano nella chiesa attraverso la cupola e trovano il luogo in condizioni quasi incontaminate, ma notano due stranezze inquietanti; le statue degli angeli con in mano le armi puntano le loro lance verso il basso invece che trionfalmente verso il cielo. e che qualcuno ha vandalizzato e profanato la chiesa ponendo Cristo sulla croce in posizione capovolta. Merrin e Francis deducono che gli scultori stavano cercando di raffigurare gli angeli che trattengono qualcosa che era sotto la chiesa.
Determinato a saperne di più sugli scavi archeologici, Merrin chiede di consultare l'archeologo capo, Monsieur Bession. Sarah dice a Merrin che Bession è impazzito tre settimane prima ed è stato trasferito in un ospedale psichiatrico a Nairobi . Merrin visita la tenda di Bession nel sito di scavo e vede dozzine di disegni dello stesso artefatto demoniaco che il collezionista aveva chiesto a Merrin di trovare. Merrin fa visita a Bession, ma quando entra nella sua stanza, scopre che Bession ha scolpito una croce uncinata sul petto e parla con la voce del sadico comandante delle SS che tormentò Merrin durante la guerra. Bession poi si taglia la gola dopo aver detto che era "libero". Padre Gionetti, guardiano del manicomio, ipotizza che Bession non fosse posseduto ma piuttosto "toccato" da un demone, che lo fece impazzire e infine al suicidio. Merrin è molto scettico, ma prima di tornare al sito di scavo, padre Gionetti gli dà il volume dei rituali romani da usare nell'esorcismo, anche se Merrin afferma che non li userà mai.
Al ritorno al villaggio, continuano strani eventi. Un ragazzo del posto viene aggredito e ucciso dalle iene che sembrano inseguire continuamente lo scavo, notte e giorno. Suo fratello minore, Joseph, entra in uno stato di fuga dopo aver visto suo fratello essere fatto a pezzi. La moglie del capo locale dà alla luce un bambino nato morto che è coperto di vermi e Jefferies, un uomo coinvolto negli scavi, viene attaccato al bar. Più o meno nello stesso periodo, Merrin scopre un passaggio che conduce a una grotta sotto la chiesa che ospita un antico tempio pagano con la statua del demone Pazuzu. Trova anche prove che questo tempio fosse usato per condurre sacrifici umani. Al suo ritorno, vede la tribù locale cremare il bambino nato morto. Questo rende Merrin sospettoso, perché ci sono storie di un'epidemia che spazzò via un intero villaggio nella valle 50 anni prima. Gli era stato detto che i morti erano stati sepolti in un cimitero appena fuori la valle. Quando scava le tombe delle presunte vittime di questa piaga, sono vuote.
Merrin ne affronta padre Francis, e Francis gli rivela la storia della valle di Derati; un grande esercito guidato da due sacerdoti giunse nella valle alla ricerca dell'origine del male 1.500 anni prima. Quando giunsero nella valle, la presenza malvagia li consumò e l'uno uccise l'altro. Quando l'unico sacerdote sopravvissuto è tornato, l'imperatore Giustiniano ordinò che fosse costruita una chiesa sul sito e poi seppellita per sigillare la forza del male al suo interno. I costruttori della chiesa non hanno mai voluto che fosse registrata nei documenti vaticani, tuttavia un vago riferimento ad essa è stato registrato e trovato nel 1893. Successivamente quattro sacerdoti si sono recati a Derati e hanno arruolato la tribù locale per aiutarli. Tutti i membri della tribù e i sacerdoti scomparvero. Il Vaticano ordinò quindi che fosse costruito il falso cimitero e che si sparsero storie di una pestilenza per tenere le persone lontane dalla valle. Francesco rivela che si ritiene che la valle di Derati sia stata il luogo tradizionale della caduta di Lucifero dopo la guerra in cielo. Più tardi Merrin, Chuma e il maggiore Granville scoprono Jefferies legato nella Chiesa, con i suoi organi beccati dai corvi.
Il medico dello scavo, Sarah, risulta essere l'individuo posseduto e uccide Francis. Merrin fa esorcizzare il demone da lei nei tunnel sotto la chiesa ma lei muore. Merrin e Joseph escono dalla chiesa, (ancora una volta sepolti nella sabbia) e la storia si è ripetuta . Solo padre Merrin e il ragazzino sono rimasti mentre i soldati britannici e le tribù locali si sono annientati a vicenda. 
Qualche tempo dopo Merrin ancora una volta un prete torna a Roma e si incontra con Semelier in un caffè, spiegando che non è riuscito a trovare la reliquia, Semelier risponde: "Ma hai trovato qualcosa... vero?"

## Produzione

### Sviluppo
In origine il film venne girato da Paul Schrader, ma la Morgan Creek Productions, la società statunitense che produsse il film, non trovò il lavoro soddisfacente e licenziò il regista assumendo Renny Harlin al suo posto che lo rigirò, cambiando anche il cast, e facendone in sostanza un film horror. La versione di Schrader è uscita negli Stati Uniti nel 2005 col titolo Dominion: Prequel to the Exorcist.

### Riprese
Alcune scene del film vennero girate a Casablanca in Marocco, mentre altre scene negli studi di Cinecittà a Roma.

## Accoglienza

### Incassi
Il film, con un budget di 50 milioni di dollari, ha incassato 41 milioni negli Usa e 36 nel resto del mondo.

## Opere derivate
Dalla sceneggiatura del film è stato tratto un romanzo, scritto da Steven Piziks.

## Riconoscimenti
- 2004 - Razzie Awards
  - Candidatura come Peggior remake o sequel
  - Candidatura come Peggior regista a Renny Harlin e Paul Schrader